# LkCa 15

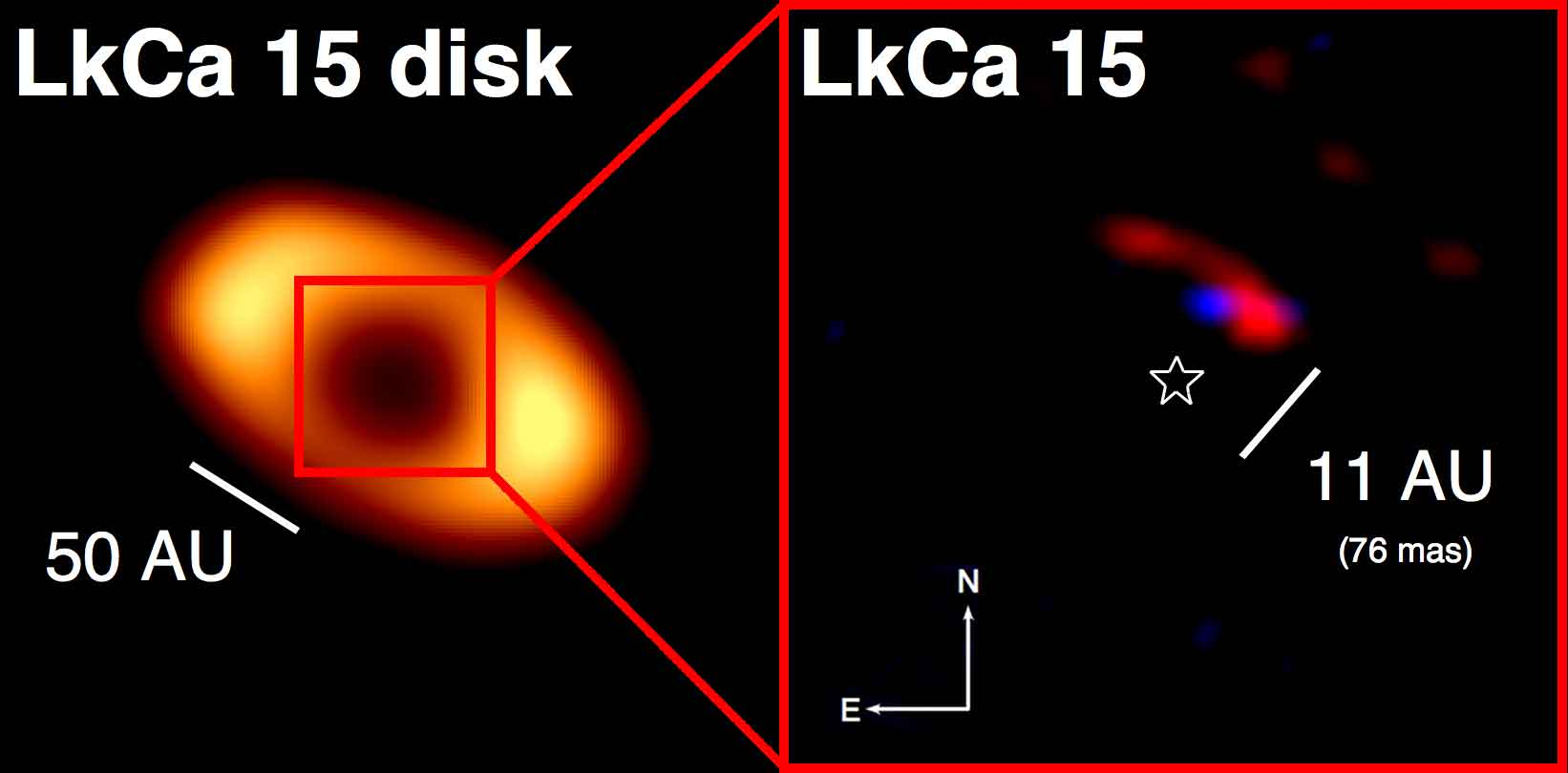
Dysk protoplanetarny wokół gwiazdy LkCa 15

LkCa 15 – młoda gwiazda typu widmowego K położona w gwiazdozbiorze Byka, oddalona o około 470 lat świetlnych od Ziemi, otoczona dyskiem protoplanetarnym. Wiek gwiazdy wynosi ok. 2 miliony lat, a masa – 0,97 masy Słońca.
W 2010 astronomowie używający Teleskopu Subaru położonego na Hawajach wokół LkCa 15 po raz pierwszy w historii sfotografowali dysk protoplanetarny z wyraźnymi śladami zrobionymi w nim przez tworzące się planety.
W 2011 ogłoszono, że wokół gwiazdy krąży duża młoda planeta (lub protoplaneta) o masie ok. 6 mas Jowisza – LkCa 15 b.